# اسکیلستونا
شهر اسکیلستونا (به سوئدی: Eskilstuna) در ناحیه شهری اسکیلستونا در کشور سوئد واقع شده‌است. جمعیت این شهر ۹۷۶۹۲ در سال ۲۰۱۲ بود که طی رفت‌وآمدهای مکرر در سال ۲۰۱۶ جمعیت اسکیلستونا به بیش از ۱۰۱٬۳۷۲ نفر رسیده‌است.
اسکیلستونا در سرزمین سودرمانلاند واقع شده‌است. رود اسکیلستونا که از میان شهر می‌گذرد، دو دریاچه ملارن و یلمارن را به هم وصل می‌کند.
یکی از معروف‌ترین مکان‌های این شهر کلیسای کلاستر به سوئدی Klosterkyrkan و کمپ نووس به سوئدی Novus-HVB می‌باشد که اکثراً این شهر بخاطر این دو منطقه شهرت دارد. اصلی‌ترین دلیل شهرت کمپ نووس بخاطر زندگی کردن مهاجرین از کشورهای مختلف همچون افغانستان، سوریه، سومالی عراق و… می‌باشد.